# Анна де Фуа
Анна де Фуа також знана як Анна де Кандаль (чеськ. Anna z Foix a Candale, угор. Candale-i Anna, баск. Ana Kandalakoa, окс. Ana de Fois, фр. Anne de Foix; 1484 — 26 липня 1506, Буда, Угорщина) — королева Угорщини (коронація 29 вересня 1502 року в Секешфегерварі) і королева Богемії (коронації не було) з 29 вересня 1502 року.

## Біографія
Анна народилася в 1484 році в родині Гастона II де Фуа-Кандаля з молодшої гілки графського дому Фуа, і Катерини де Фуа, доньки Гастона IV де Фуа та королеви Елеонори Наваррської.  Анна виросла при французькому королівському дворі в Блуа. Вивчала латинську мову та класиків.
Людовик І Орлеан, герцог Лонгвільський, перший кузен, колись усунутий від короля Франції Людовика XII, був закоханий у неї і хотів одружитися, але цьому завадили, оскільки планувалося здійснити політичний шлюб для Анни. Літній, двічі розлучений і бездітний король Угорщини Владислав II з династії Ягеллонів шукав дружину, здатну подарувати йому сина. Його погляди були спрямовані на потужний союз, і Анна, представниця вищої знаті Франції, яка належала до кількох королівських сімей, була гарним вибором. Анна була заручена в 1500 році, шлюбний контракт був підтверджений в 1501 році.
29 вересня 1502 року вона вийшла заміж за угорського та чеського короля Владислава II. Того ж дня була коронована королевою Угорщини. Анна була його третьою дружиною. Вона привезла з собою в Угорщину французький двір та французьких радників. Відносини були щасливими принаймні з точки зору короля, і, як повідомляється, він розглядав її як друга, помічницю та довіреного радника.
У 1506 році підпис Анни було розміщено на документі поряд із підписом короля про союз з Габсбургами. 23 липня 1503 року Анна народила дочку Анну, а 1 липня 1506 року довгоочікуваного спадкоємця чоловічої статі, майбутнього короля Людовика ІІ (Лайоша).
Анна була дуже популярною, але вагітність зіпсувала їй здоров'я. Вона померла в Буді 26 липня 1506 року, трохи більше ніж через три тижні після народження сина через ускладнення від пологів. Їй було 22 роки. Поховали в Секешфегерварі.

## Родина
Чоловік — Владислав II Ягеллончик
Діти:
- Анна (1503—1547) — королева Угорщини і Богемії, дружина Фердинанда I, імператора Священної Римської імперії.
- Людовик (1506—1526) — останній король Богемії та Угорщини (з 1516 року) з династії Ягеллонів. Загинув у битві при Могачі (1526).